# Howard Fine
Howard Fine (Providence, 28 de noviembre de 1958) es un director de escena, profesor de actuación y autor estadounidense, fundador del Howard Fine Acting Studio en Hollywood y en Melbourne, Australia.

## Biografía

### Inicios y carrera
Nacido en Providence, Rhode Island y tras formarse académicamente, Fine se trasladó a Nueva York donde empezó a impartir lecciones de actuación en The American Musical and Dramatic Academy. A mediados de la década de 1980 se mudó a Los Ángeles, donde inició dando clases de actuación particulares y años más tarde logró su expansión, hasta fundar The Howard Fine Acting Studio, con sedes en Hollywood y Melbourne.
Entre sus alumnos, destacan los nombres de Jared Leto, Brad Pitt, Jennifer Connelly, Will Smith, Bradley Cooper y Chris Pine.

### Otros proyectos
Fine ha sido invitado por el diario Los Angeles Times para analizar el desempeño de los nominados a los Premios Óscar en varias ocasiones, y ha aparecido en medios como BBC, CNN, Sky TV y Entertainment Tonight. En 2009 publicó junto con Chris Freeman el libro Fine on Acting a través de la editorial Havenhurst Books.